# St. Macuilin (Lusk)

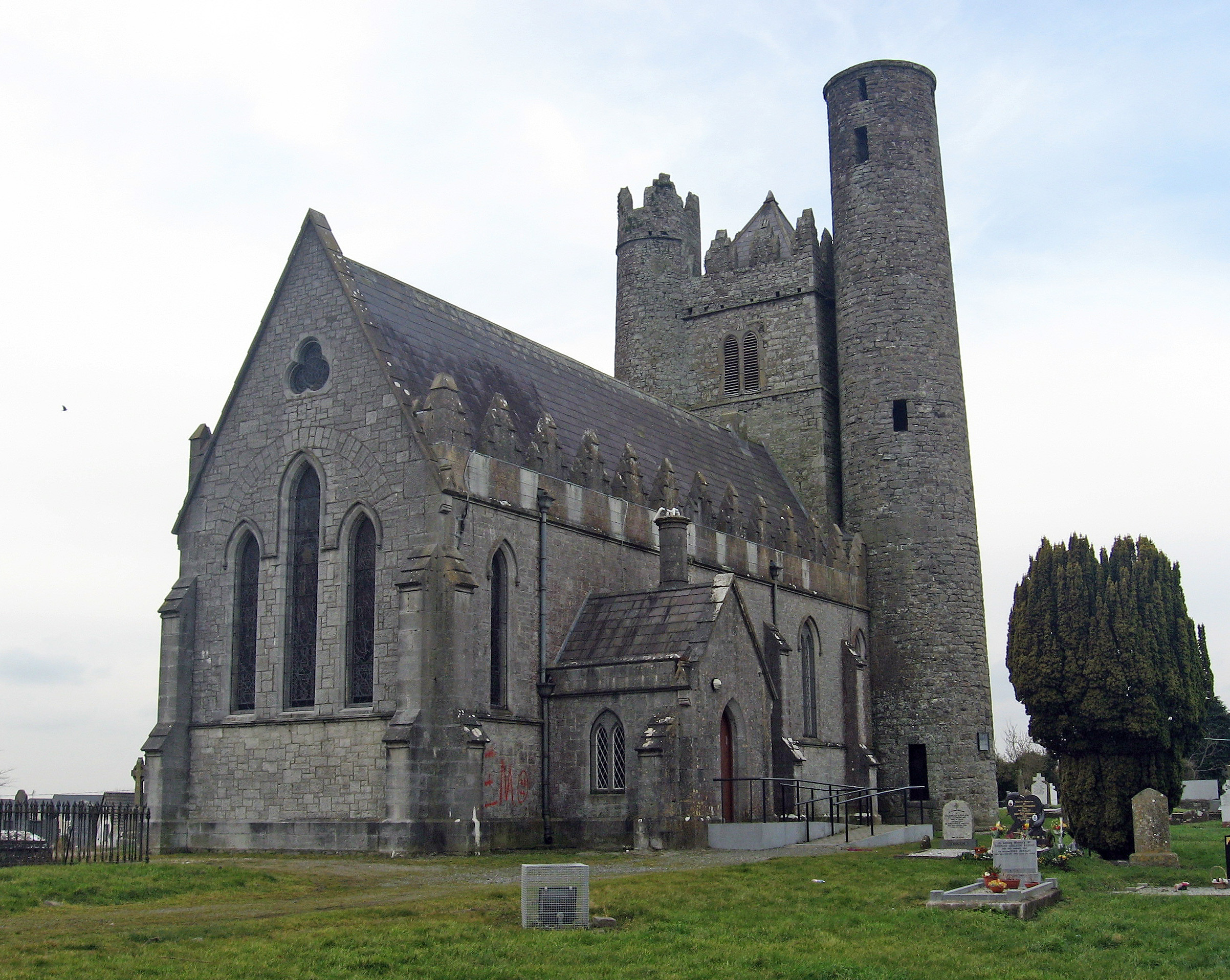
St. Macuilin mit dem Rundturm

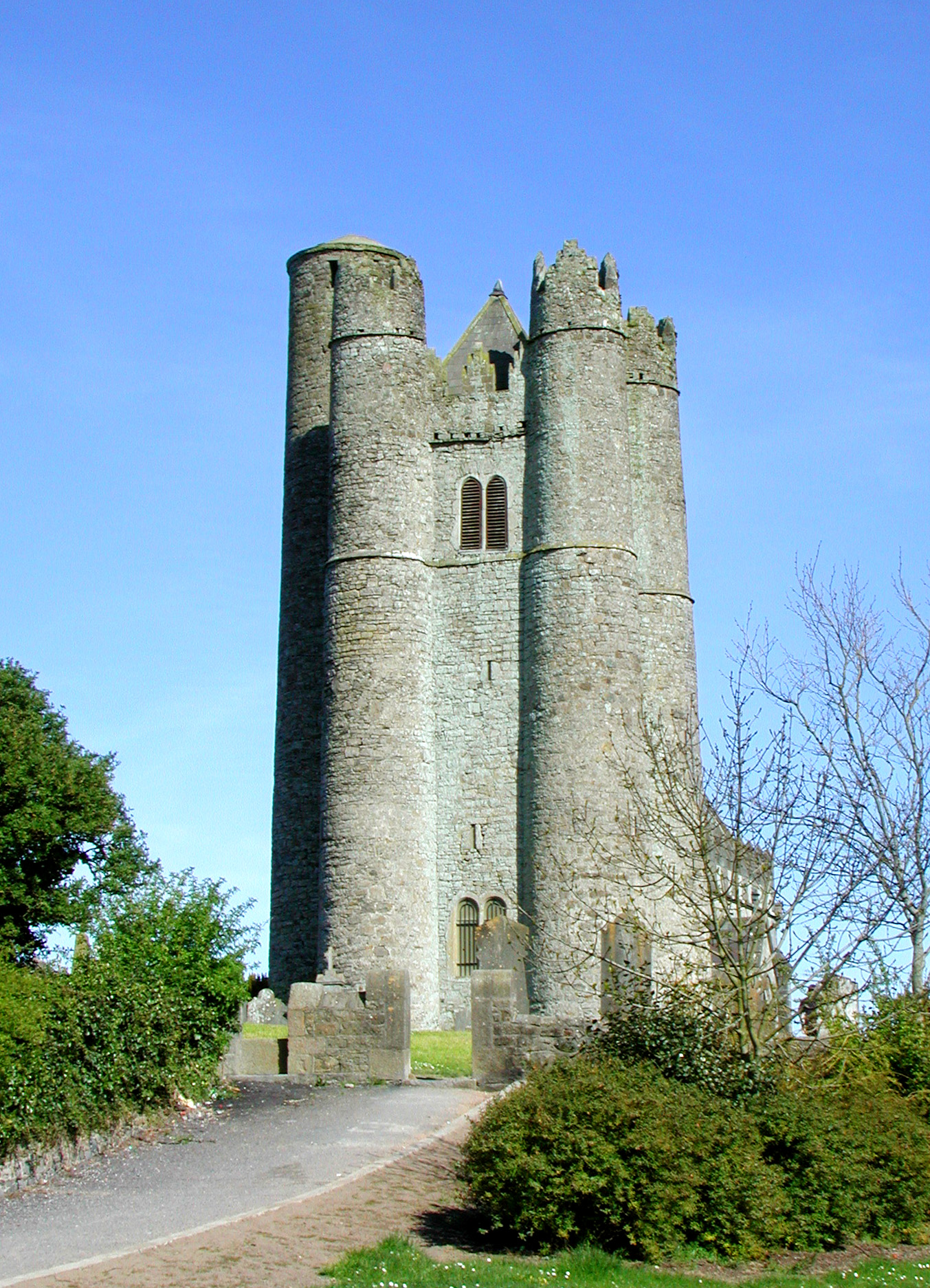
Die Turmanlage zu Lusk

St. Macuilin (St Macuilin’s Church) ist eine ehemalige anglikanische Pfarrkirche der Church of Ireland in Lusk (County Dublin) in Irland.

## Geschichte
Lusk war ursprünglich eine frühe Klosteranlage der Iroschottischen Kirche, die um 500 durch den heiligen Macuilin gegründet wurde. Das Kloster war mehrfach Ziel von Plünderungen und Übergriffen. 1219 wurde das Kloster dem Schatzmeister der Kathedrale von St. Patrick unterstellt. Um 1500 wurde die Westturmanlage errichtet, in die der alte Rundturm mit drei weiteren, kleineren neuen Flankentürmen einbezogen wurde. Im Zuge der Reformation wurde die Kirche anglikanisch. 1847 wurde das Langhaus der Kirche durch einen neogotischen Bau ersetzt. Seit 1959 ist die Kirche keine eigenständige Pfarrkirche mehr und es finden keine regelmäßigen Gottesdienste mehr statt.

## Rundturm
Der Rundturm wurde im 10. oder 11. Jahrhundert erbaut. Heute ist er 26,6 m hoch; wobei man davon ausgehen muss, dass das umgebende Erdreich heute 1,70 m höher ist als zu Zeiten des Baus. Dadurch ist auch die Türöffnung nur noch 90 cm über dem Boden.
Der Turm ist bis auf die konische Spitze noch vollständig erhalten; die Spitze ist durch ein flaches Dach ersetzt worden.
Mit acht Stockwerken hat dieser Turm mehr als jeder andere irische Rundturm. Jedes Stockwerk hat ein rechteckiges Fenster, wobei die Größen unterschiedlich sind. Davon wurden die zwei Öffnungen, die zum später erbauten Kirchturm hin zeigten, zugemauert.
Die üblichen vier rechteckigen Fenster unterhalb der Spitze sind ungewöhnlich schmal und klein.